# Guerra de Sucessão de Castela
A Guerra de Sucessão de Castela, também conhecida por Guerra da Beltraneja, foi um conflito bélico para determinar a sucessão da Coroa de Castela. O conflito ocorreu entre 1475 a 1479 entre os partidários de Joana, a Beltraneja, alegadamente filha do falecido monarca Henrique IV de Castela, cognominado "o Impotente", e os apoiantes de Isabel, meia-irmã do falecido rei. Segundo estes, Joana seria, na verdade, filha de Beltrán de La Cueva, pajem na corte castelhana — daí ter sido cognominada "a Beltraneja" — e portanto, não poderia ser a herdeira do trono.
A guerra teve um marcado caráter internacional porque Isabel estava casada com Fernando, herdeiro da Coroa de Aragão, enquanto Joana se casou com o rei Afonso V de Portugal. A França também interveio, apoiando Portugal para evitar o triunfo de Aragão, seu rival na Itália.
Apesar de alguns êxitos iniciais para os partidários de Joana, a pouca agressividade militar de Afonso V e as consequências políticas da indecisa batalha de Toro, habilmente aproveitada pela propaganda dos Reis Católicos, levaram à desintegração do grupo joanista entre 1476 e 1477. A partir de então o conflito consistiu essencialmente numa guerra entre Castela e Portugal, tendo grande importância a guerra naval no oceano Atlântico, onde as frotas portuguesas impuseram-se às castelhanas na luta pelo acesso às riquezas da Guiné.
A guerra acabou em 1479 com a assinatura do Tratado das Alcáçovas-Toledo, que reconhecia a Isabel e Fernando como reis de Castela e outorgava a Portugal a hegemonia no Atlântico, com a exceção das ilhas Canárias. Joana perdeu seu direito ao trono e teve que permanecer em Portugal até sua morte.
Esse conflito foi também chamado de Guerra Civil Castelhana, mas esse nome induz a confusão com outras guerras civis que afetaram Castela nos séculos XIV e XV. Alguns autores falam de Guerra de Portugal mas esse nome é parcial (claramente denota um ponto de vista castelhano) e faz lembrar que o grupo joanista também podia considerar-se castelhano legitimamente. Outras vezes utiliza-se o termo Guerra Peninsular, a não confundir com a Guerra da Independência Espanhola de 1808-1814 (também chamada de "Invasões Francesas"). Por último, alguns autores preferem a expressão neutra de Guerra de 1475-1479.

## Antecedentes

### O problema da sucessão ao trono de Castela

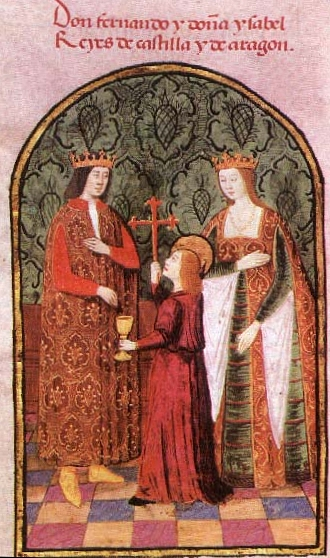
Isabel e Fernando.

Em 1462 nasce Joana, a primeira e única filha do rei Henrique IV de Castela, que imediatamente é nomeada Princesa de Astúrias. No entanto, as pressões de uma parte da nobreza obrigam ao rei a despojá-la do título e nomear em seu lugar herdeiro seu meio irmão Afonso em 1464. Desde esta época surge um rumor que afirma que a princesa Joana não é realmente filha do rei Henrique mas sim de seu valido, Beltrán de la Cueva, pelo qual começam a chamá-la "a Beltraneja".
Em 1465 os nobres, reunidos em Ávila, destronam Henrique e nomeiam rei a Afonso na denominada "farsa de Ávila". Começa assim uma guerra que só terminaria em 1468, com a morte de Afonso. Henrique IV recupera o poder e o título de herdeira passa a ser disputado entre Joana e Isabel, irmã de Afonso e a próxima na linha de sucessão.
Isabel rompe com Henrique IV em 1469, fugindo para casar-se com seu primo Fernando, herdeiro da Coroa de Aragão no Palácio de los Vivero de Valladolid em 19 de outubro de 1469. Pouco a pouco a disputa vai ganhando apoios, obtendo o respaldo do legado papal Rodrigo Bórgia em 1472 e o da poderosa família de Mendoza em 1473.
Em 1474 morre Henrique IV e cada uma das duas candidatas ao trono são proclamadas rainha de Castela por seus respectivos partidários.
Os apoiadores de Joana, conscientes de sua posição frágil frente ao grupo isabelino, propõem ao rei de Portugal, Afonso V, tio de Joana, que se case com ela apesar da consanguinidade e se converta no rei de Castela. Afonso aceita, assim a força dos dois grupos fica mais equilibrada e a guerra acaba como único método para resolver o conflito.

### Alianças internacionais

Europa ocidental em 1470.

O Reino da França e a Coroa de Aragão mantinham uma antiga rivalidade pelo controle de Rossilhão e, mais recentemente, pela hegemonia na Itália. Em junho de 1474, as tropas francesas invadiram a Rossilhão e os aragoneses tiveram que retirar-se. Fernando intercedeu junto a seu pai João II para que não declarasse guerra contra a França, concentrando sua atenção nos assuntos castelhanos. De todas as formas, ante a perspectiva de que o herdeiro do trono aragonês tornar-se-ia também em rei de Castela, em setembro de 1475 Luís XI da França se colocou oficialmente do lado de Joana e de Portugal.
A França estava simultaneamente em guerra com a Borgonha. Isso convertia aos borgonheses em aliados teóricos do grupo isabelino mas na prática seguiram fazendo a guerra por sua conta, sem coordenar suas ações com os castelhano-aragoneses. Também a Inglaterra entrou brevemente em guerra com a França ao desembarcar seu rei Eduardo IV em Calais em junho de 1475 mas, em uma rápida resposta diplomática, Luis XI acordou com Eduardo em agosto a paz de Picquigny. O rei da Inglaterra concedeu uma trégua de nove anos em troca de uma importante compensação econômica e retornou ao seu reino.
Por sua parte, o Reino de Navarra vivia uma guerra civil intermitente entre beaumonteses e agramonteses, à que se sobrepunham os interesses da França e de Aragão por controlar o reino.
Por último, o reino muçulmano de Granada se manteve neutro, apesar dos esforços portugueses por envolvê-lo na guerra.

### Rivalidade entre Castela e Portugal no Atlântico

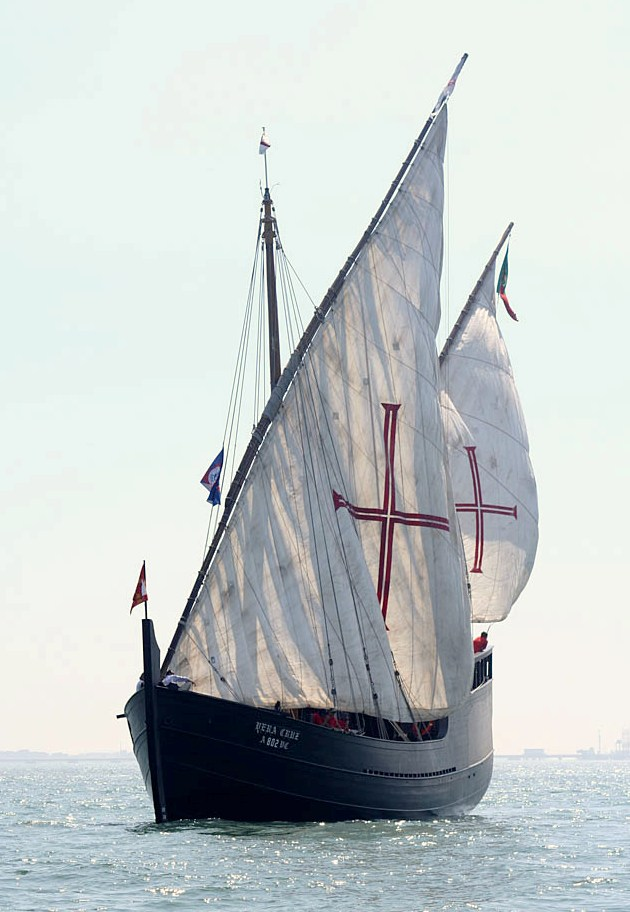
Reconstrução atual de uma caravela portuguesa.

Ao longo do século XV, os exploradores, comerciantes e pescadores de Portugal e de Castela estavam entrando cada vez mais profundamente na exploração do Oceano Atlântico. A possessão das Ilhas Canárias foi desde o princípio um ponto de fricção entre as duas coroas. Mais tarde, o controle do comércio com os territórios da Guiné e Mina, muito ricos em ouro e escravos, tornou-se uma disputa ainda mais importante.
Durante a primeira metade do século, Castela organizou a conquista de algumas das ilhas Canárias (Lanzarote, Fuerteventura, Hierro e Gomera) mediante pactos de vassalagem primeiro com cavaleiros normandos e logo com nobres castelhanos. Portugal manteve sua oposição à autoridade castelhana nas ilhas e por sua parte foi avançando na exploração da Guiné, obtendo grandes benefícios comerciais.
A partir de 1452, os papas Nicolau V e seu sucessor Calixto III modificaram a política anterior de neutralidade da Santa Sé e outorgaram uma série de bulas favoráveis a Portugal, reservando a este país o controle do comércio e a autoridade religiosa em uma ampla zona até toda a Guiné e mais além. Não arbitraram a questão das Canárias, cuja conquista por outro lado ficou relativamente parada. O rei de Portugal adotou uma política comercial aberta, permitindo a súditos estrangeiros comercializar nas costas africanas em troca dos correspondentes impostos. O único prejudicado dessa forma era o rei de Castela.
Em agosto de 1475, depois do início da guerra, Isabel reclamou que as partes de África e Guiné pertenciam à Castela por direito e incitou a seus comerciantes a navegar a elas, iniciando a guerra naval no Atlântico.

## O conflito

### Grupos da Guerra em 1475
A favor de Joana:
- Portugal.
- França.
- Uma parte da alta nobreza castelhana: o arcebispo de Toledo, a família Estúñiga, o marquês de Vilhena, Rodrigo Ponce de León (o marquês de Cádis)[20] e o mestre da Ordem de Calatrava.

A favor de Isabel:
- a Coroa de Aragão
- o resto da nobreza castelhana: a poderosa família de Mendoza, a família Manrique de Lara, o duque de Medina-Sidonia, o ex valido Beltrán de la Cueva, a Ordem de Santiago e a Ordem de Calatrava exceto seu mestre.[21]

O ducado de Borgonha e o reino da Inglaterra estavam em guerra com a França em 1475 mas não coordenaram suas ações com os partidários de Isabel e por isso não são considerados integrantes do grupo isabelino.

### A luta pelo trono (maio de 1475 – setembro de 1476)

#### Afonso V entra em Castela

Brasão usado por Afonso V de Portugal, entre 1475 (invasão portuguesa) e 1479 (Tratado de Alcáçovas).

O exército português entrou no território da Coroa de Castela com Afonso V à frente em 10 de maio de 1475 e avançou até Plasencia, onde era esperado por Joana. Nessa cidade foram proclamados Joana e Afonso reis de Castela em 25 de maio e se desposaram, ficando a boda pendente de uma dispensa papal que obtiveram alguns meses mais tarde. Dali marcharam a Arévalo, com a intenção de dirigir-se a Burgos. Tanto o castelo de Burgos como as cidades de Plasencia e de Arévalo estavam controladas pelos Estúñiga, partidários de Joana, ainda que a cidade de Burgos em si era isabelina. Dali Afonso esperava poder encontrar com as tropas que foram enviadas por seu aliado Luís XI da França. Entretanto, Afonso encontrou em Castela menos apoios que os esperados e mudou de planos, preferindo dedicar-se a consolidar o controle da zona mais próxima a Portugal, em particular Toro, cidade que acolheu-lhe favoravelmente ainda que a guarnição do castelo se proclamasse fiel a Isabel. Também aceitaram ao rei português Zamora e outras vilas leonesas do baixo Douro. Em La Mancha, o mestre da Ordem da Calatrava, joanista, conquistou a Ciudad Real mas rapidamente o mestre da mesma ordem e o mestre da ordem de Santiago recuperaram a cidade para o grupo isabelino.
Fernando concentrou um grande exército em Tordesilhas e em 15 de julho ordenou a marcha, buscando o encontro com Afonso. Quatro dias depois chegou a Toro, mas Afonso refutou o combate e Fernando, com falta de recursos para uma batalha prolongada, teve que retornar a Tordesilhas e dissolver seu exército. Apesar da constante troca de missivas entre os monarcas, através de reis de armas, não houve acordo, chegando a se cogitar um duelo entre os Afonso e Fernando. O castelo de Toro se rendeu a Afonso V, que sem embargo, não aproveitou para avançar sobre Burgos, então voltou a Arévalo à espera da intervenção francesa.
O conde de Benavente, partidário de Isabel, se situou com uma pequena força em Baltanás para vigiar aos portugueses. Foi atacado em 18 de novembro de 1475, sendo derrotado e feito prisioneiro depois de dura resistência. Apesar dessa vitória abrir-lhe o caminho a Burgos, Afonso V decidiu uma vez mais retirar-se para Zamora. A falta de combatividade do rei de Portugal debilitou ao campo joanista em Castela, que começou a desintegrar-se.

#### Contra-ataque isabelino

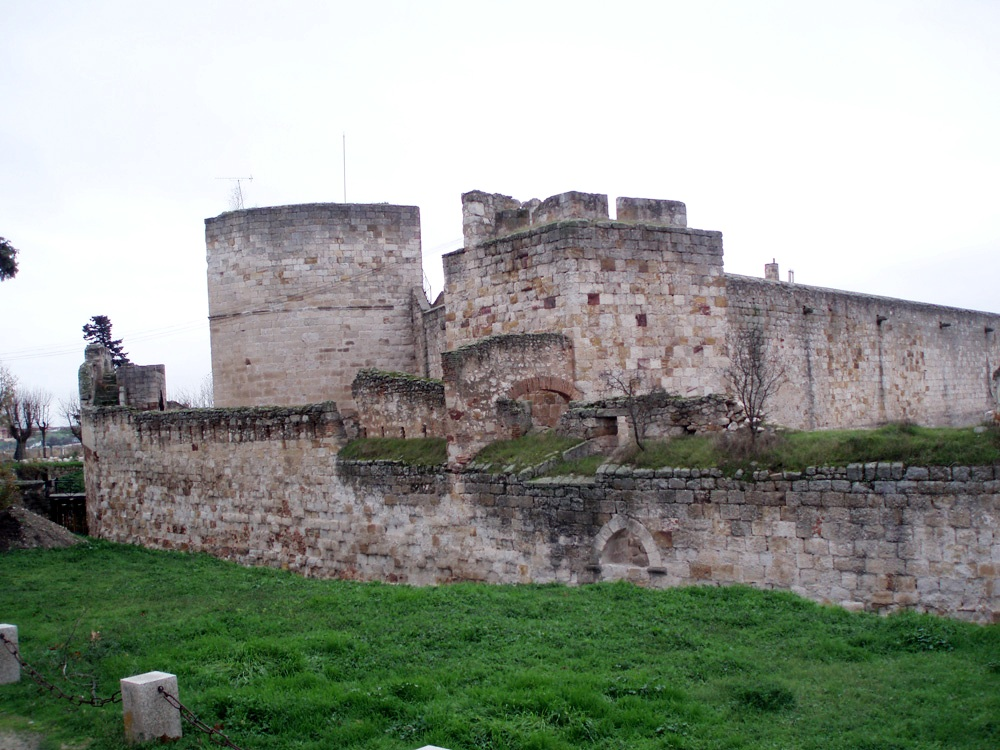
Castelo de Zamora.

Os isabelinos contra-atacaram tomando Trujillo e ganhando o controle das terras da Ordem de Alcântara, grande parte das da Calatrava e do marquesado de Vilhena. Em 4 de dezembro uma parte da guarnição de Zamora se rebelou contra o rei Afonso, que teve que fugir para Toro. A guarnição portuguesa manteve o controle do castelo, mas a cidade acolheu a Fernando no dia seguinte.
Em janeiro de 1476 o castelo de Burgos se rendeu a Isabel mediante um pacto que evitou represálias contra os vencidos.

#### A batalha de Toro

Bandeira de Afonso V e de Joana, a Excelente Senhora, aquando da assunção do reino de Castela.

Em fevereiro o exército português, reforçado por tropas atraídas pelo príncipe João, saiu de sua base de Toro e cercou Fernando em Zamora. No entanto, o ataque era menos duro para os cercados que para os portugueses, com a intempérie no duro inverno castelhano, assim em 1.º de Março Afonso levantou o campo e se retirou até Toro. As tropas de Fernando lançaram-se em sua perseguição e alcançam-no a uma légua (uns 5 quilômetros) dessa cidade, obrigando-o a travar combate. Foram três horas de luta muito confusa, interrompida pela chuva e pela queda da noite. O rei português se retirou a Castronuño com parte de suas tropas, enquanto seu filho João permaneceu frente a Toro, reorganizando ordenadamente seu exército no interior das muralhas e inclusive fazendo prisioneiros alguns inimigos.
A batalha de Toro terminou com as forças portuguesas do Príncipe João na posse do campo de batalha -o que de acordo com as regras de cavalaria da época, lhe assegurava a vitória formal. No entanto, a batalha revelar-se-ia uma vitória estratégica Isabelista já que Fernando, com grande visão política, se antecipou na proclamação de vitória às cidades castelhanas. De fato, os propagandistas de ambos lados reclamaram a vitória em suas crônicas.
Entretanto, politicamente a batalha foi decisiva porque três meses e meio depois, grande parte das tropas portuguesas se retirou para Portugal juntamente com a rainha Joana, cujo grupo acabou assim quase totalmente desvalido em Castela.

#### A guerra no mar
Um dos objetivos de Isabel e Fernando na guerra era arrebatar de Portugal o monopólio dos ricos territórios atlânticos que controlava. O ouro e os escravos da Guiné constituíam uma importante fonte de recursos para financiar a guerra, pelo que as expedições à Guiné constituíram uma prioridade para ambos os lados.
Desde o início da guerra, barcos portugueses recorreram às costas andaluzas aprisionando pesqueiros e barcos mercantes. Para por fim a esta situação, Isabel e Fernando enviaram quatro galeras sob comando de Álvaro de la Nava, que conseguiu frear as incursões lusas e inclusive chegou a saquear a vila portuguesa de Alcoutim, na região do rio Guadiana.
Por sua parte, os marinheiros de Palos se lançaram ao saque das costas de Guiné. Alfonso de Palencia, cronista oficial da rainha Isabel, relata uma expedição na que duas caravelas desse porto onubense capturaram a 120 "azanegas" (africanos de pele clara) e os venderam como escravos. Apesar do protesto dos Reis, ao pouco saiu outra flotilha de três caravelas que trouxe cativo nada menos que a um rei azanega e a 140 nobres de seu povo. Em maio de 1476 a rainha Isabel ordenou que lhe entregassem a este "rei da Guiné" capturado e a seu séquito para liberá-los. A ordem foi cumprida só pela metade porque se bem o rei foi liberado e devolvido à sua pátria meses mais tarde, seus acompanhantes foram todos vendidos como escravos.

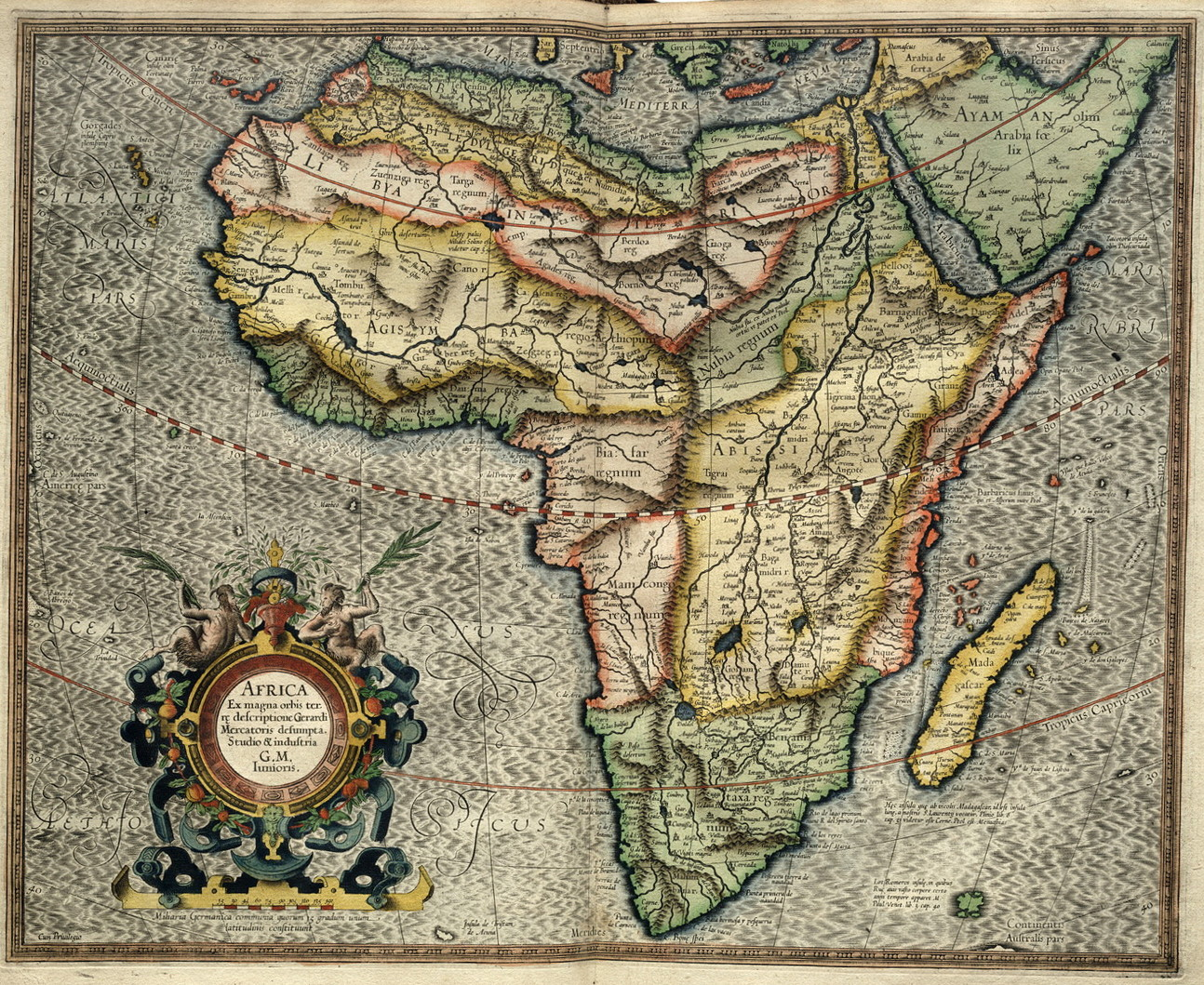
Mapa de 1595 mostrando a África, então em grande parte sob domínio luso.

Em 1476 uma frota portuguesa de 20 barcos comandada por Fernão Gomes partiu até a Guiné para recuperar seu controle. Os reis de Castela ordenaram preparar uma frota para aprisionar aos portugueses e puseram a sua frente Carlos de Valera. Ele teve muitas dificuldades para preparar a expedição, segundo Palencia por culpa da oposição do marquês de Cádis, do duque de Medina Sidonia e da família Estúñiga.
Os preparativos também foram atrasados por uma batalha naval que se produziu quando os castelhanos souberam que um ou dois barcos portugueses com um rico carregamento acabavam de sair do Mediterrâneo rumo a Portugal e estavam esperando ao pirata Alvar Méndez, que vinha escoltá-los. Uma frota capitaneada por Carlos de Valera e Andrés Sonier e composta por cinco galeras e cinco caravelas saiu desde Sanlúcar, obtendo a vitória depois de uma dura batalha.
Quando ao fim Valera conseguiu juntar 3 barcos vascos e 9 caravelas andaluzas (25 caravelas segundo Palencia) todos fortemente armados, já não tinham possibilidade de alcançar à frota portuguesa e decidiram, depois de uma escala em Porto Santo, dirigir-se à ilha de Antonio da Noli, frente à costa da Guiné. Saquearam a ilha e capturaram a Noli, que naquele momento prestava vassalagem por seu território ao rei de Portugal. Na sequência, partiram até a costa da África, onde capturaram duas caravelas do marquês de Cádis, com um carregamento de 500 escravos. Depois disso, os marinheiros de Palos se separaram da expedição, com o que Valera teve que retornar a Andaluzia, já que os palenhos eram os marinheiros de maior conhecimento na navegação à Guiné.
Em análise, esta expedição obteve poucos benefícios econômicos porque uma grande parte dos escravos foi devolvida ao marquês de Cádis e porque Valera teve que indenizar ao duque de Medina-Sidonia pelos danos causados na ilha de Noli, que o duque reclamava como sua.

#### Intervenção francesa

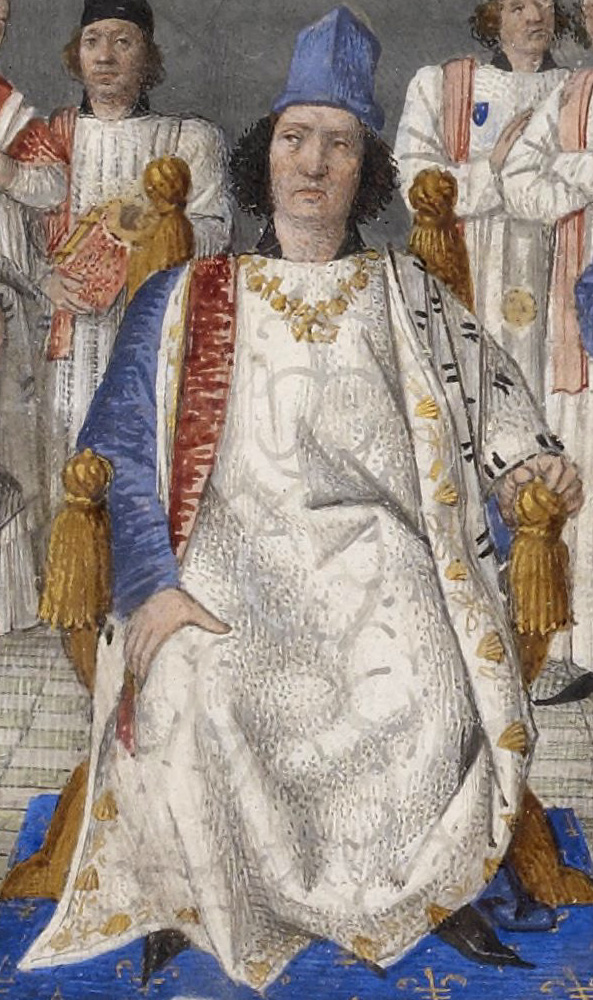
Luís XI da França.

Em 23 de setembro de 1475, Luís XI da França firmou um tratado de aliança com Afonso V de Portugal.
Entre março e junho de 1476 as tropas francesas capitaneadas por Alan de Albret trataram de forçar o passo pela estratégica localidade fronteiriça de Fuenterrabía mas foram rechaçadas. Fernando aproveitou a situação para assegurar sua posição no convulsivo Reino de Navarra. Em Agosto começaram em Tudela as negociações que culminaram na assinatura de um acordo pelo qual agramonteses e beaumonteses puseram fim a seu enfrentamento e Fernando obteve para Castela o controle de Viana, Puente la Reina e outras praças, assim como o direito a manter uma guarnição de 150 lanças em Pamplona. Desse modo Castela ficava protegida militarmente frente a uma possível penetração francesa em Navarra.
Em agosto de 1476 Afonso V de Portugal partiu até a França, depois de assinar uma trégua com Isabel e Fernando. Ali tratou de convencer a Luís XI de implicar-se mais a fundo na guerra, mas este refutou a proposta porque estava centrado em derrotar a seu principal inimigo, Carlos o Temerário, duque de Borgonha. Depois deste severo revés diplomático Afonso ficou na França e pensou em abdicar.

#### Combate do Cabo São Vicente
O rei da França enviou como ajuda a Portugal a frota do pirata normando Guillaume Coullon. Quando em agosto de 1476 o rei Afonso partiu até a França, simultaneamente enviou duas galeras portuguesas carregadas de soldados junto com os 11 barcos de Coullon a prestar auxílio ao castelo de Ceuta. Pelo caminho, em 7 de agosto, esta armada cruzou com cinco navios mercantes armados provenientes de Cádis com rumo à Inglaterra: 3 grandes naus genovesas, uma galera e uma urca flamenca. Coullon tratou de aprisionar os mercadores mediante um ardil mas falhou e entabulou-se um sangrento combate no que os franco-lusos se impuseram. No entanto, devido ao uso de armas incendiárias por parte dos franceses, iniciou-se um incêndio que arrasou não só dois barcos genoveses e a urca flamenca mas também as duas galeras portuguesas e dois dos barcos de Coullon. Segundo Palencia, cerca de 2 500 franceses e portugueses morreram nesse desastre.

### Consolidação de Isabel e Fernando (Setembro de 1476 - Janeiro de 1479)
Depois de sua vitória na batalha de Toro, o rechaço do ataque francês e a trégua solicitada por Afonso V, Isabel e Fernando ficaram afiançados no trono de Castela solidamente. Os nobres do grupo joanista tiveram que aceitar a situação e se submeterem aos Reis. A guerra ficou reduzida a escaramuças e algazarras ao longo da fronteira portuguesa e, sobretudo, à continuação da guerra naval pelo controle do comércio atlântico.

#### Submissão do grupo joanista a Isabel e Fernando
Ao longo de 1476 foram submetendo-se aos Reis os principais nobres que ainda apoiavam a Joana, em particular os da linhagem Pacheco-Girón: Juan Téllez Girón e seu irmão Rodrigo Téllez Girón, Luis de Portocarrero e, em setembro, o marquês de Vilhena.
Em novembro de 1476 as tropas de Isabel tomaram o castelo de Toro. Nos meses seguintes, os Reis Católicos se apoderaram das últimas localidades fronteriças controladas pelos portugueses e limparam de adversários a Estremadura.
Em julho de 1477 Isabel chegou a Sevilha, a cidade mais povoada de Castela, com o objetivo de assentar seu poder sobre as grandes famílias nobiliárias da Andaluzia. Em Abril de 1476 já havia outorgado um primeiro perdão ao marquês de Cádis, que estava recuperando poder enquanto seu rival, o poderoso duque de Medina-Sidonia, inicialmente principal figura isabelina na Andaluzia, foi caindo em desgraça ante os Reis. Mediante hábeis negociações, a Rainha logrou tomar o controle das principais fortalezas do Reino de Sevilha ocupadas tanto pelo Marquês como pelo Duque e, em vez de devolvê-las a seus legítimos proprietários, nomeou pessoas de sua confiança. Também proibiu a ambos nobres a entrada na cidade de Sevilha, usando como pretexto o risco de enfrentamentos. Dessa maneira desapareceu o domínio político que o Duque havia exercido sobre Sevilha, que passou a ser controlada firmemente pela Coroa.
Um dos poucos nobres que se negaram a juntar-se aos Reis foi o marechal Fernán Arias de Saavedra. Sua fortaleza de Utrera sofreu um longo assédio por parte das tropas isabelinas e foi finalmente tomada de assalto em março de 1478, sofrendo os vencidos uma dura repressão.
O primeiro filho varão dos Reis, João, nasceu em Sevilha em 30 de junho de 1478, abrindo novas perspectivas de estabilidade dinástica para o grupo isabelino.

#### Regresso de Afonso V
Depois de seu fracasso diplomático na França, Afonso V finalmente decidiu regressar a Portugal. Na sua chegada em outubro de 1477, deparou-se com que seu filho João tinha sido proclamado rei. Entretanto, João recebeu com alegria o retorno de seu pai e lhe devolveu a coroa imediatamente.

#### Expedições a Guiné e às Canárias de 1478
Sabe-se que em 1477 saiu da Andaluzia uma frota para Guiné mas os dados sobre isso são muito escassos. Nela participaram a nau Salazar e a caravela Santa María Magdalena.

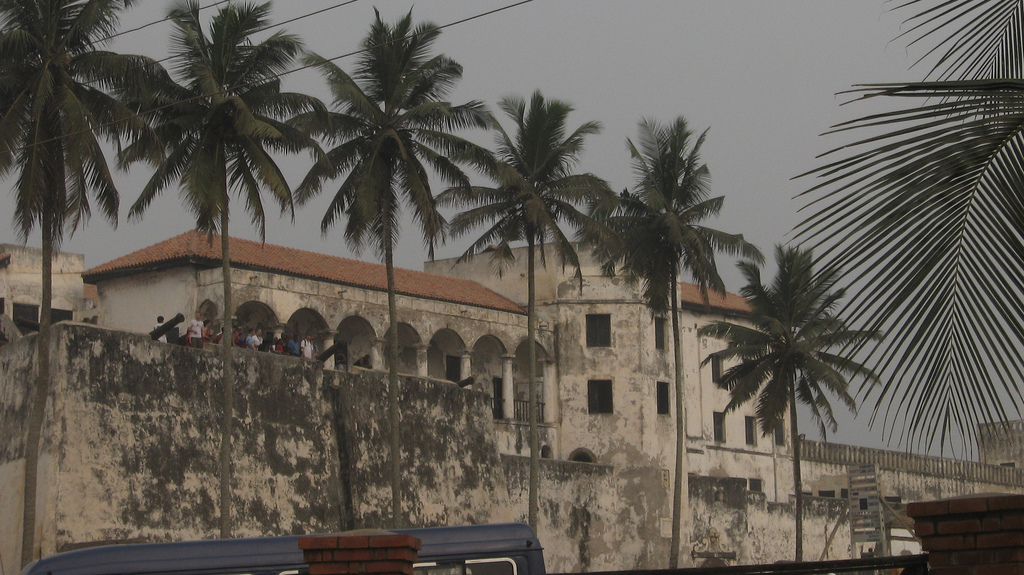
Forte de São Jorge da Mina.

Em princípios de 1478 os Reis Católicos prepararam no porto de Sanlúcar duas novas expedições, uma dirigida à Mina e a outra destinada à conquista da ilha da Gran Canaria, com um total de ao menos 35 barcos. As duas frotas navegaram juntas até Gran Canaria e ali se separaram.
O príncipe João de Portugal, inteirado dos planos castelhanos, preparou uma armada superior em número para surpreender a seus inimigos em Canarias. A maior parte da frota castelhana de Gran Canaria não havia desembarcado ainda o grosso da tropa, quando chegou a notícia de que se aproximava uma esquadra portuguesa. Imediatamente, levantaram âncoras, deixando apenas 300 soldados castelhanos em terra, os quais apesar de seu reduzido número lograram impedir o desembarque português. Todavia, este destacamento era insuficiente para conquistar a ilha e ficou reduzido à inatividade até que uma nova armada castelhana chegou à ilha no final do ano seguinte.
A outra frota castelhana chegou à Mina sem problemas e obteve grandes quantidades de ouro. Entretanto, o excesso de cobiça do representante comercial da Coroa Castelhana fez permanecer ali vários meses e ele deu tempo para a chegada da frota portuguesa. Os castelhanos foram atacados de surpresa, derrotados e levados prisioneiros a Lisboa. Segundo del Pulgar, os ingressos assim obtidos pelo rei Afonso lhe permitiram relançar a guerra por terra contra Castela. As fontes portuguesas afirmam que tanto os prisioneiros como grande parte do ouro capturado foram devolvidos a Castela depois da assinatura de paz em 1479.

#### Paz entre Castela e França
Ao final de 1478, antes de que chegasse a Castela a notícia da derrota em Mina, apresentou-se na corte dos Reis Católicos uma embaixada do rei Luís XI da França, oferecendo um tratado de paz. O acordo foi firmado em Guadalupe e incluiu os seguintes pontos:
- Luís XI reconhece a Isabel e Fernando como reis de Castela e Leão.
- Fernando se compromete a romper sua aliança com Maximiliano, duque de Borgonha.
- Acordo de arbitragem sobre os assuntos relativos ao Rossilhão.

### Fase final (Janeiro - Setembro de 1479)
Em final de 1478 alguns dos principais nobres joanistas voltaram a se sublevar na Estremadura, La Mancha (marquês de Vilhena) e Galiza. Os portugueses, reforçados por sua grande vitória naval na Guiné, intervieram novamente em Castela para socorrer a seus aliados.

#### Ofensiva portuguesa

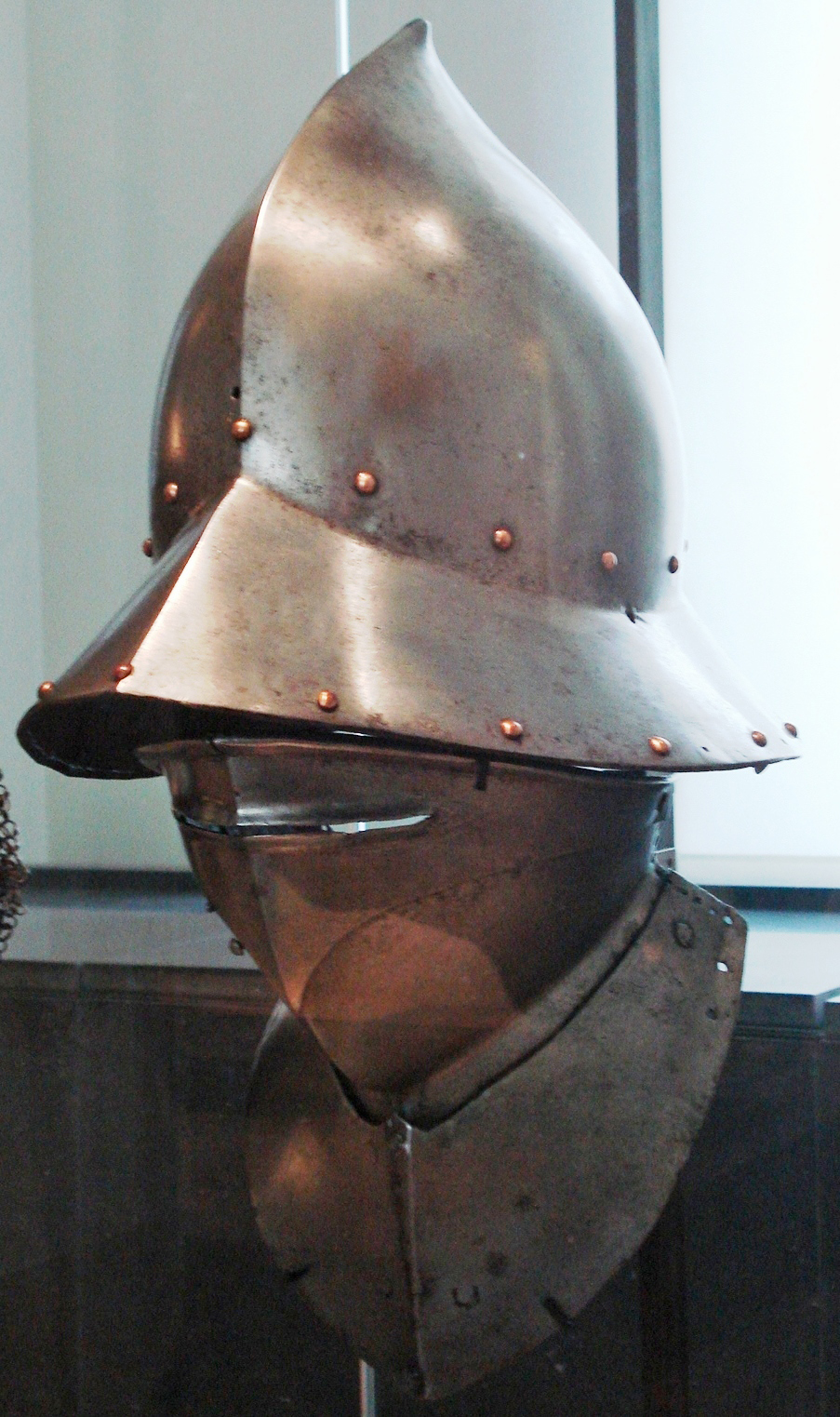
Elmo espanhol de cerca de 1470.

Em fevereiro de 1479, um exército português dirigido por Garcia de Meneses, bispo de Évora, penetrou na Estremadura. Seu objetivo era ocupar e reforçar as praças de Mérida e Medellín, controladas pela condessa de Medellín, partidária de Afonso V. Segundo Palencia, o exército português estava composto por mil cavaleiros (entre os quais se encontravam cerca de 250 castelhanos) mais a infantaria. Junto a eles marchavam 180 cavaleiros da Ordem de Santiago mandados por seu mestre Alfonso de Monroy, também partidário de Afonso V.
Em 24 de fevereiro perto de La Albuera este exército saiu ao encontro das forças isabelinas comandadas por Alonso de Cárdenas, mestre da Ordem de Santiago: cerca de 500 cavaleiros de sua ordem, 400 cavaleiros da Irmandade Popular (principalmente de Sevilha) e 100 infantes. O enfrentamento foi renhido. A infantaria isabelina sofreu um duro ataque da cavalaria joanista e se desorganizou, presa do pânico, mas o mestre de Santiago veio em sua ajuda, e ao final os portugueses tiveram que retirar-se, deixando um importante botim no campo de batalha assim como 85 cavaleiros mortos, contra apenas 15 isabelinos.
Entretanto, a vitória isabelina em Albuera foi somente parcial porque grande parte do exército português pode refugiar-se em Mérida e dali continuar sua marcha até Medellín, que também ocuparam, com o qual os lusos alcançaram os dois principais objetivos de sua ofensiva. Os partidários do rei Fernando, por sua parte, impuseram sítio a ambas cidades.
Nesse momento, o núncio apostólico Jacobo Rondón de Seseña chegou a Castela com a notícia de que o papa Sisto IV retificava e anulava a dispensa outorgada previamente a Afonso V para casar-se com sua sobrinha Joana. Isso debilitou gravemente a legitimidade do grupo joanista e a pretensão do rei português ao trono de Castela.

#### Últimos intentos castelhanos no mar
Apesar da grave derrota naval de 1478, em fevereiro de 1479 os Reis Católicos trataram de organizar uma nova frota de 20 caravelas para expulsar as portugueses de Mina. Entretanto, não puderam reunir os barcos requeridos e nenhuma expedição de importância voltou a sair dos portos castelhanos até a paz com Portugal.

#### Conversações de paz
No início de abril de 1479 o rei Fernando chegou a Alcántara para participar das conversações de paz promovidas pela marquesa Beatriz, prima de Afonso V e de Isabel de Castela. As negociações duraram 50 dias e ao final não se chegou a um acordo.
Os dois grupos continuaram as hostilidades, tratando de melhorar suas posições respectivas de fronte a uma nova negociação. Isabel e Fernando lançaram uma ofensiva contra o arcebispo de Toledo, que teve que submeter-se, o qual lhes permitiu afrontar melhor ao poderoso marquês de Vilhena. Entretanto, as guarnições portuguesas da Estremadura resistiam com êxito ao duro assédio castelhano.
As discussões de paz recomeçaram no verão e dessa vez se alcançou um acordo.

## O Tratado de paz

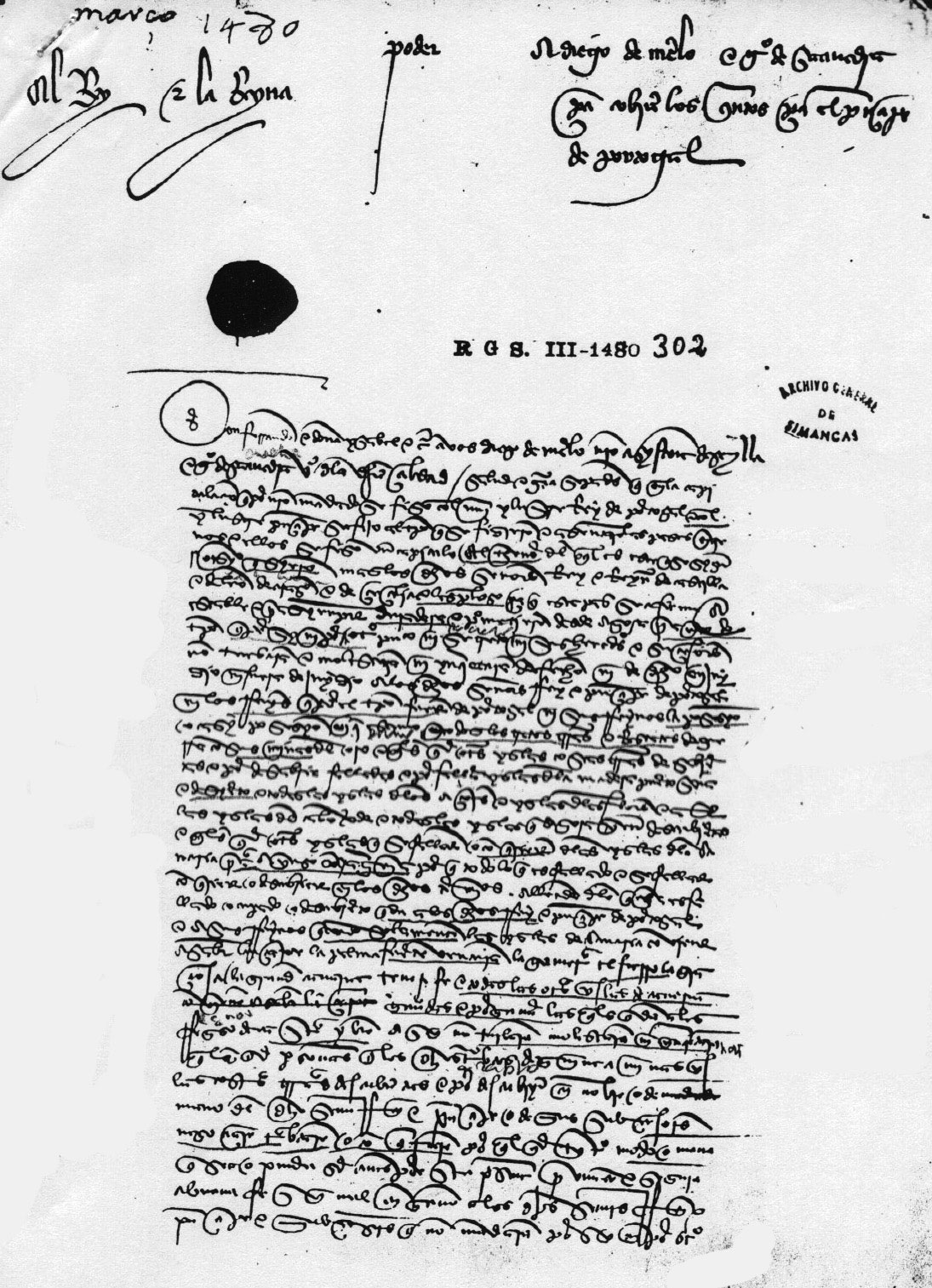
Pregão do Tratado das Alcáçovas-Toledo.

O tratado que pôs fim à guerra foi firmado na vila portuguesa de Alcáçovas em 4 de setembro de 1479. O acordo foi ratificado pelo rei de Portugal em 8 de setembro de 1479 e pelos reis de Castela e Aragão em Toledo em 6 de março de 1480.
Por este acordo, Afonso V renunciou ao trono de Castela ao mesmo tempo que Isabel e Fernando em troca renunciavam ao trono português. As duas coroas repartiram suas zonas de influência no Atlântico, ficando para Portugal a maior parte dos territórios, com a exceção das Ilhas Canárias (das que ainda faltavam por conquistar as ilhas de Gran Canaria, La Palma e Tenerife).
Assim mesmo se firmaram dois acordos (habitualmente chamados "Terceiras de Moura") que resolviam a questão dinástica castelhana. Em primeiro lugar impunham à princesa Joana a renúncia a todos seus títulos castelhanos e sua reclusão em um convento ou seu casamento com o herdeiro dos Católicos, o príncipe João. Joana escolheu o convento, ainda que permanecesse ativa na vida política até sua morte.
Em segundo lugar, se acordava a boda da infanta Isabel, filha de Isabel e Fernando, com o herdeiro do trono português, Afonso, assim como o pagamento pelos pais da noiva de um enorme dote que na prática representava uma indenização de guerra obtida por Portugal.